# Geòrgia
|  | Per a altres significats, vegeu «Geòrgia (desambiguació)». |

Geòrgia (georgià: საქართველო, transcrit Sakàrtvelo i pronunciat  /sɑkʰɑrtʰvɛlɔ/ (?·pàg.)) és un estat de l'Europa de l'Est, amb capital a Tbilisi. Limita al nord amb Rússia, al sud amb Armènia i Turquia, al sud-est amb l'Azerbaidjan, i a l'oest amb la mar Negra.

## Història
Les primeres restes de poblament humà són datades de fa un milió i mig d'anys. Hi ha molts llocs del sigmas paleolític inferior (uns 280) i del Paleolític superior (d'uns 35.000 anys d'antiguitat).
El neolític s'hi va iniciar fa uns 10.000 anys; llavors hi va començar l'agricultura i la ramaderia. Es troba a Geòrgia blat de transició entre l'estat salvatge i el cultivat (el makha i el zanduri). Va ser-hi ampli el cultiu de mill. Els jaciments neolítics principals són Kutsubani i Kobuleti a Adjària, Gurianta a Gúria, Odixi i Zugzidi a Mingrèlia, Darkveti a Imerècia i Kistri a Abkhàzia. També hi ha diversos jaciments de l'eneolític.
Cap al final del IV mil·lenni aC van començar a utilitzar el bronze, combinant el coure amb arsènic i antimoni, i més tard amb estany. Les restes principals d'aquesta civilització es troben a Xida Kàrthlia, i s'anomena cultura de Kura-Araxes (3600-1400 aC).
La civilització dels túmuls se n'origina en l'anterior i es va descobrir als altiplans de Trialètia, per la qual cosa s'anomena cultura de Trialètia (2200-1400 aC).
Després comença la formació de comunitats tribals. S'hi introdueixen els cavalls, cosa que fa canviar les formes de lluita, i apareixen els sabres llargs, adequats per a cavallers. Apareix també el ferro. Es comença a constituir una noblesa de caps tribals, enriquits en les lluites, que pren el poder absolut amb l'ajut de fidels; disposa d'esclaus, i explota també la resta de la comunitat.
Les tribus georgianes emigren cap al nord vers el final del segle xiii aC. Es pensa que aquest moviment origina migracions en cadena que donen lloc al fenomen conegut com dels Pobles del Mar, que van trasbalsar el Mediterrani i altres llocs i van posar fi a l'Imperi Hitita. Al segle xii aC sorgeix la primera confederació tribal coneguda, la dels Deiaena o Diaochi. Una altra confederació, la dels Kholka, se'n separa cap al segle xi aC, i dona origen al Regne de Còlquida, que el segle viii aC posarà fi als Diaochi, que es reparteixen amb Urartu.
Al Regne de Còlquida s'establiren els grecs des del segle vi aC. Al mateix temps, els Muskhi o Meskhi, nom de les tribus georgianes establertes a l'est, formen la confederació dels saspers, que al segle v aC són esmentats per Heròdot. Els saspers formen el Regne de Kartli, més conegut llavors com a Regne d'Ibèria. Al segle iv aC s'apoderen de la part oriental de la Còlquida, regne que després ja és esmentat com a Ègrissi.
Vegeu: Ibèria i Curopalatinat de Kartli.
Geòrgia s'unifica a començaments del segon mil·lenni (1008-1010). Els seus reis foren:
Reis dels Kartvels:
- Adarnases IV Curopalata, rei dels Kartvels (888-923)
- David II (fill), rei dels Kartvels (923-937)
- Sumbat (germà), rei (937-958), Curopalata de Taokladjètia (954-958)
- Bagrat II l'Imbècil (fill), rei dels Kartvels (958-994)
- Gurguèn I (fill de Bagrat II), associat (975-994), rei dels Kartvels (994-1008)

Reis de Geòrgia:
| - Bagrat III l'unificador (1008-1014), rei d'Abkhàzia (976-1014), titulat curopalata des del 1001 i rei dels Kartvels el 1008-1014 (fill de Gurguèn I) - Jordi I (1014-1027) - Bagrat IV (1027-1072) - Jordi II (1072-1089) - David IV el constructor (1089-1125) - Demetri I (1125-1155) - David V (1155) - Demetri I (1156) (segona vegada) - Jordi III (1156-1184) - Tamara (1184-1213) (associada 1178-1184) - Jordi IV Lasha (1213-1223) - Russudan (1223-1245) | - interregne 1245-1247 - David VI Ulu (1247-1270) (part oriental) - David VII Narin (1247-1293) (part occidental) - Demetri II (1271-1289) - Vakhtang II (1289-1293) - David VIII (1293-1299) - Jordi V (1299) - David VIII (1300-1301) (segona vegada) - Vakhtang III (1301-1308) - Jordi VI (1308-1313) - Jordi V (1314-1346) (segona vegada) - David IX (1346-1360) | - Bagrat V (1360-1393) - Jordi VII (1393-1407) - Constantí I (1407-1411) - Alexandre I el Gran (1412-1442) - Vakhtang IV (1442-1446) - Demetri III (de iure 1446-1453) - Jordi VIII (1446-1466), rei de Kakhètia com a Jordi I (1466-1476) - Bagrat VI (1465-1478) - Constantí II (1478-1505) des 1491 només rei de Kartli - Alexandre d'Imerècia (1484-1510), des de 1491 reconegut rei d'Imerècia - Alexandre de Kakhètia (1476-1511), des de 1490 reconegut rei de Kakhètia - 1490/1491 partició del país |  |

### Imperi rus
A començaments del segle xix va caure en mans de l'Imperi Rus, del qual es va independitzar durant un breu període com a República Democràtica de Geòrgia (1918-1922).

### República Democràtica de Geòrgia

Mapa de la República Democràtica de Geòrgia

La República Democràtica de Geòrgia va ser el primer estat modern de Geòrgia, i va existir entre 1918 i 1921. Tenia una extensió total d'aproximadament 107.600 km² (en comparació, l'actual Geòrgia té 69.700 km²), i una població de 2,5 milions d'habitants. La República Democràtica de Geòrgia es va crear després del col·lapse de l'Imperi Rus, iniciat amb la Revolució Russa de 1917, proclamant-se el 26 de maig de 1918, amb la ruptura de la República Democràtica Federal de Transcaucàsia, i va ser liderada pel Partit socialdemòcrata menxevic. Geòrgia va ser reconeguda immediatament per Alemanya i l'Imperi Otomà. El jove estat es va posar sota protecció alemanya pel tractat de Poti. El suport alemany va permetre als georgians rebutjar les amenaces bolxevics des d'Abkhàzia. L'expedició alemanya del Caucas va estar molt probablement sota el comandament de Friedrich Freiherr Kress von Kressenstein. La possessió britànica de Batum va continuar, romanent fora del control de Geòrgia fins al 1920. El 25 de desembre de 1918, una força britànica es va desplegar també a Tbilisi. Enfrontat a problemes permanents tant interns com externs, el jove estat va ser incapaç de resistir la invasió de l'Exèrcit Roig de l'RSFS de Rússia, i es va ensorrar entre febrer i març de 1921 esdevenint una república soviètica.

### A la Unió Soviètica
Durant el període soviètic, va rebre el nom de República Socialista Soviètica de Geòrgia. A partir del 1988, a Geòrgia van esclatar protestes massives a favor de la independència, liderades per nacionalistes georgians com Merab Kostava i Zviad Gamsakhurdia. L'any següent, la brutal repressió per part de les forces soviètiques d'una gran manifestació pacífica celebrada a Tbilisi els dies 4 i 9 d'abril de 1989 va resultar ser un esdeveniment fonamental per desacreditar la continuació del domini soviètic sobre el país.
L'octubre de 1990 es van celebrar les primeres eleccions multipartidistes, que van ser les primeres multipartidistes a tota la Unió Soviètica. La coalició Taula Rodona — Geòrgia Lliure liderada per Zviad Gamsakhúrdia va aconseguir la victòria i va formar un nou govern. El 31 de març de 1991 va tenir lloc el Referèndum d'independència georgià amb una participació del 90,5% i el sí va obtenir quasi un 99% dels vots.

### Estat independent

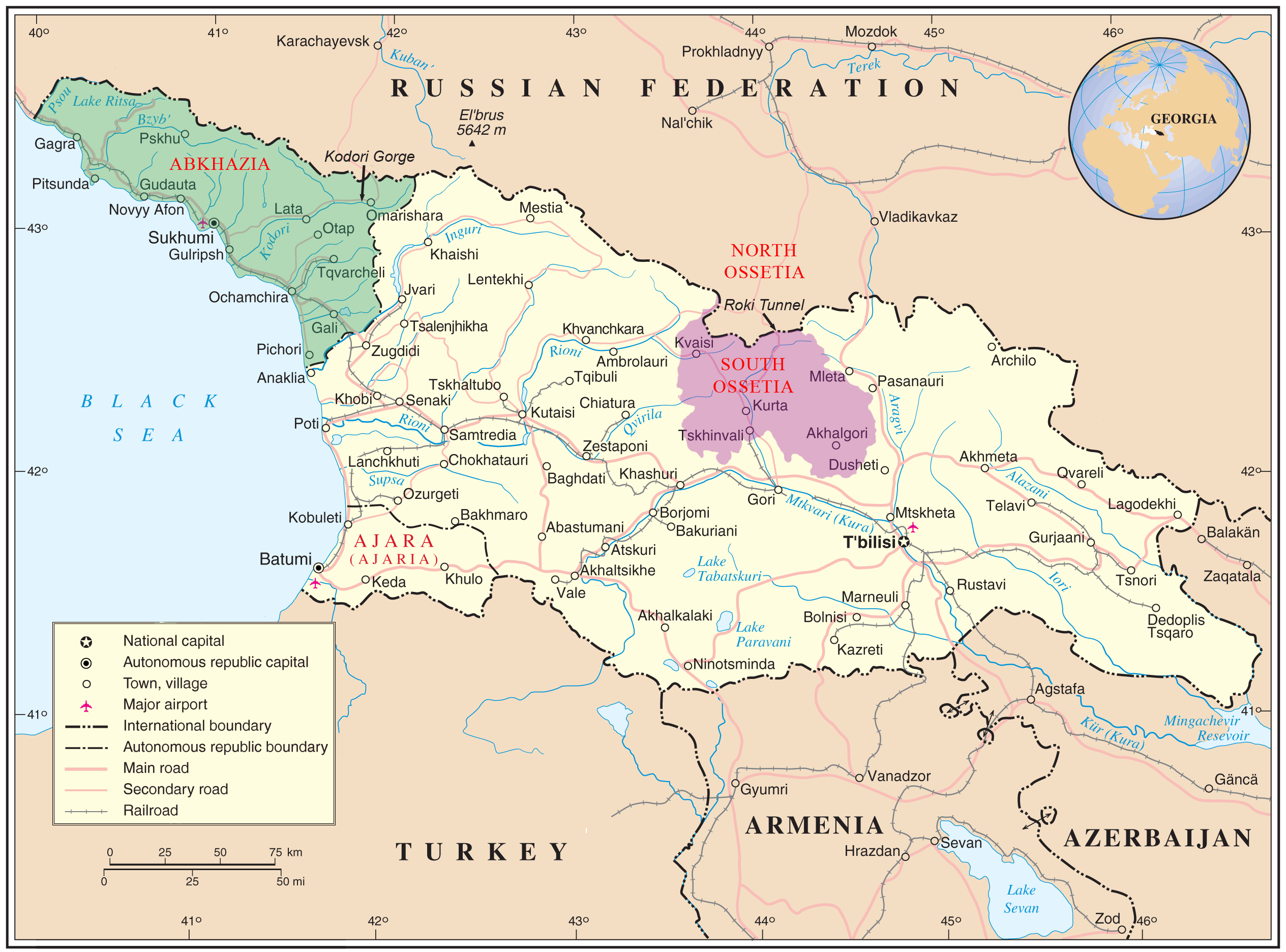
Geòrgia i les seues repúbliques separatistes del Caucas: Abkhàsia (verd) i Ossètia del Sud (roig).

El 9 d'abril de 1991, poc abans de l'enfonsament de la Unió Soviètica, el Consell Suprem de Geòrgia va declarar la independència. La regió d'Abkhàzia es va declarar independent el 1991 i continua sent-ho de facto, encara que no ha estat reconeguda per cap país ni per Geòrgia. Geòrgia va ser la primera república no bàltica de la Unió Soviètica que va declarar oficialment la independència, i Romania es va convertir en el primer país a reconèixer Geòrgia l'agost de 1991. El 26 de maig, Zviad Gamsakhurdia va ser escollit president a les primeres eleccions presidencials amb el 86,5% dels vots amb una participació superior al 83%.
Gamsakhurdia va ser deposat aviat en un sagnant cop d'estat, del 22 de desembre de 1991 al 6 de gener de 1992 instigat per part de la Guàrdia Nacional i una organització paramilitar anomenada "Mkhedrioni" ("genets"). Aleshores, el país es va veure embolicat en una amarga guerra civil, que va durar fins al desembre de 1993. Les disputes entre separatistes locals i la majoria de la població georgiana a Abkhàzia i Ossètia del Sud van esclatar en la Guerra a Ossètia del Sud i la [Guerra d'Abkhàzia. Amb el suport de Rússia, Abkhàzia i Ossètia del Sud van aconseguir la independència de facto de Geòrgia, amb Geòrgia conservant el control només en petites àrees dels territoris en disputa.
L'oposició de Mikheil Sakaixvili als resultats de les eleccions presidencials georgianes de 2003, amb el suport dels Estats Units, va fer que s'organitzessin protestes i manifestacions populars massives demanant l'anul·lació dels resultats, coneguda com la Revolució de les Roses dirigida per Sakaixvili i els seus aliats polítics Nino Burjanadze i Zurab Xvània. Finalment, Eduard Xevardnadze va dimitir i Burjanadze fou nomenada presidenta interina.
Després d'uns nous comicis celebrats en 4 de gener de 2004, Sakaixvili fou nomenat president de Geòrgia, i en les eleccions legislatives georgianes de 2004, el seu partit, el Moviment Nacional Unit-Front Democràtic obtingué la majoria absoluta al Parlament. El seu govern es caracteritzà per les profundes reformes, la seva aproximació a l'Europa occidental i la sol·licitud d'entrada de Geòrgia a la Unió Europea i a l'OTAN, i les acusacions d'abús de poder. Tot i que parla sis idiomes, els seus detractors l'acusaren d'emprar poc el georgià en la campanya electoral, preferint el rus davant el poble i l'anglès davant els mitjans de comunicació.
El 2008 es va produir una Guerra entre Geòrgia i Rússia, en la qual van desplegar-se tropes russes a Ossètia del Sud i Abkhàzia. Com a reacció, Geòrgia va abandonar la Comunitat d'Estats Independents. Després de cinc dies de lluita, les forces georgianes van ser derrotades i les tropes russes van entrar a territori georgià, ocupant les ciutats georgianes de Poti i Gori. Un alto el foc preliminar va ser signat el 12 d'agost de 2008, encara que la batalla no es va aturar immediatament. Després del conflicte, Rússia va retirar la major part de les seves tropes de Geòrgia, i va completar la retirada el 8 d'octubre, reconeixent Ossètia del Sud i Abkhàzia com a repúbliques independents.
Somni Georgià va vèncer el partit governant Moviment Nacional Unit en les eleccions legislatives georgianes de 2012, formant una coalició amb altres sis partits d'oposició, aconseguint el 54,97% dels vots i 85 escons al parlament, mentre que el seu principal rival en va obtenir el 40,34%. El llavors president Mikheil Sakaixvili va admetre la derrota del seu partit i va prometre col·laborar amb el procés constitucional per formar un govern nou. El partit va revalidar la seva victòria en les eleccions parlamentàries de 2016 amb Guiorgui Kvirikaixvili i les eleccions de 2020 amb Giorgi Gakharia Després de la invasió russa d'Ucraïna del 2022, el govern va desplaçar-se a posicions prorussa i autoritàries, i va guanyar per majoria absoluta les eleccions legislatives georgianes de 2024 amb Irakli Kobakhidze.

## Etimologia

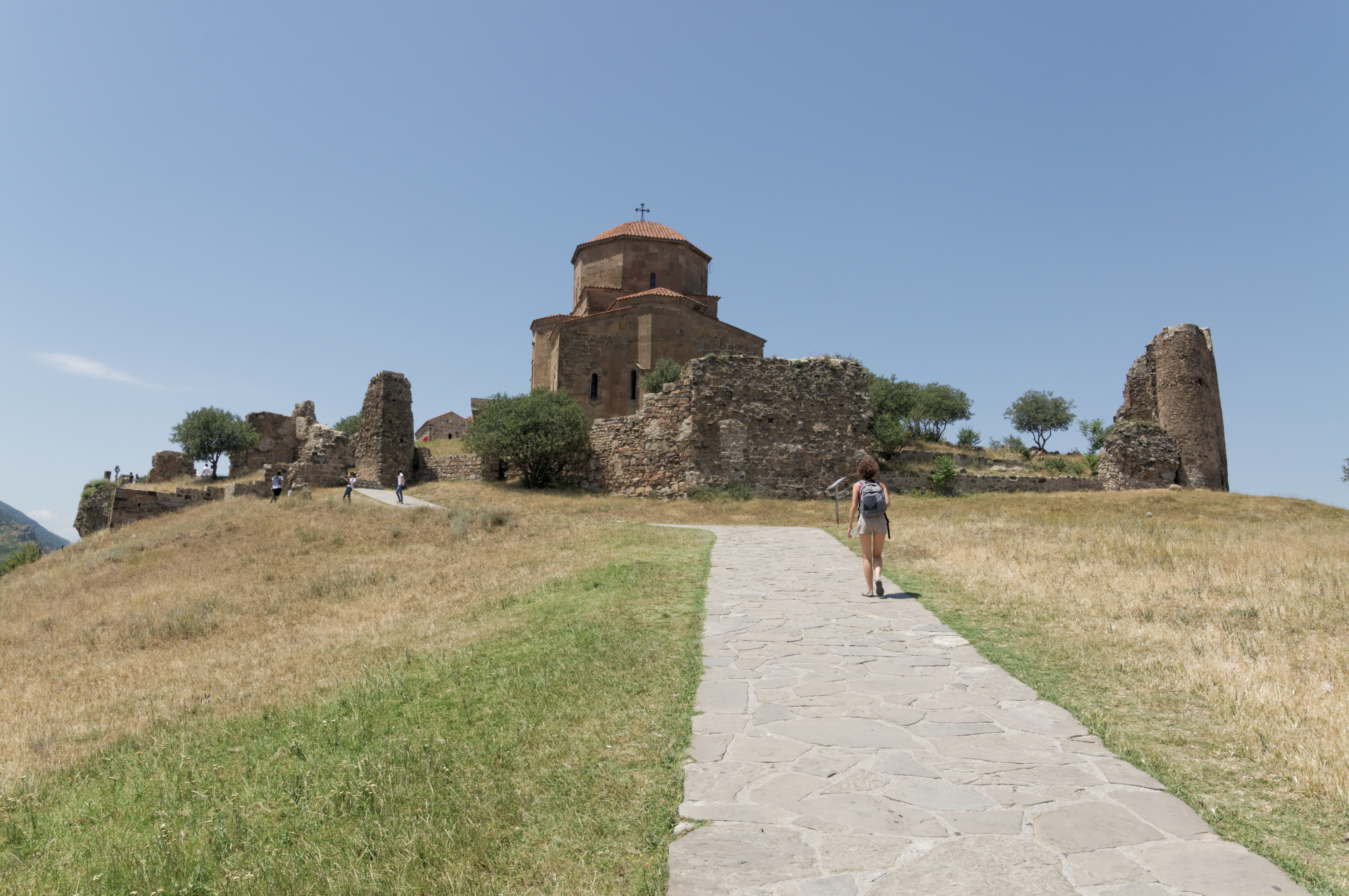
Monestir de Mtskheta

Els georgians s'anomenen Kartvelebi (ქართველები); anomenen la seva terra Sakartvelo (საქართველო), i la seva llengua Kartuli (ქართული). Aquests noms provenen d'un líder pagà anomenat Kartlos, que es diu que és el pare de tots els georgians.
El nom Geòrgia, usat arreu, és una derivació dels perses گرجی Gurji, del l'aràbic Jurj. Com que el nom ha estat influenciat per l'arrel grega geōrg- (γεωργ-, indicador de 'granja'), s'ha suposat erròniament que l'origen era sant Jordi, patró del país, o γεωργία (geōrgía, 'granja').
En l'antiguitat, els habitants de l'est de Geòrgia eren coneguts com a iberians, del regne caucàsic d'Ibèria —això va confondre els geògrafs de l'antiguitat, que es pensaven que aquest nom només s'aplicava als habitants de la península Ibèrica. Gurj, com els perses anomenaven als georgians, és també el cas de Turquia Gürcü (es pronuncia [gyɾd͡ʒy]) i Rússia Грузин Gruzin. El nom del país és Gurjestan a Pèrsia, Gürcistan a Turquia, i Грузия Gruziya a Rússia. El nom persa té probablement l'origen en els noms que els armenis donaven a georgià i Geòrgia, Vir i Virq respectivament (hi ha altres casos en què un nom persa començat en gu- s'esdevé un wi- o wa-). Aquests, els noms perses i armenis, sembla que provenen del nom Ibèria, que perd la i- inicial i se substitueix la b d'Ibèria per una w o una v.
També hi ha una connexió etimològica entre el nom Ibèria i la històrica província de Geòrgia anomenada Imerècia.

## Política
El president de la república és el cap de l'estat i del poder executiu. És escollit per sufragi universal per un període de cinc anys.
En els últims anys, el govern georgià manté unes excel·lents relacions amb els Estats Units. És per això que el president americà George Bush va visitar el país el 10 de maig del 2005 i va fer un multitudinari discurs a la plaça de la Llibertat de Tbilisi: posà Geòrgia com a exemple de democràcia.
Tanmateix, el març del 2023 es va promoure una iniciativa legislativa al Parlament, inspirada en la llei russa de 2012 sobre agents estrangers, que l'oposició va valorar que restringia en la pràctica la llibertat d'expressió i les activitats de les ONG, amb la pretensió de declarar «agents de l'estranger» els mitjans i ONG que rebessin més d'un 20% del total dels seus fons de l'estranger. Això va provocar un seguit de protestes massives proeuropees al carrer, alhora que la presidenta de Geòrgia, Salomé Zourabichvili, els va donar suport explícit. Arribats en aquest punt, els Estats Units van declarar que havia estat un «dia fosc per a la democràcia de Geòrgia”». Aquesta pressió pública va aconseguir finalment que el govern retirés, «temporalment per explicar millor», la llei polèmica. Les protestes s'emmarcaven també en un descontentament generalitzat per la manca d'accions polítiques decidides encaminades a establir vincles més estrets amb la Unió Europea.

## Subdivisió administrativa
Geòrgia se subdivideix administrativament en 10 regions (en georgià: Mkhare, მხარე), i dues repúbliques autònomes (Abkhàzia i Adjària).
| Regions de Geòrgia | 1. Abkhàzia, república autònoma (independent de facto però reconeguda únicament per Rússia) 2. Samagrelo-Zemo Svateni 3. Gúria 4. Adjària, república autònoma 5. Ratxa-Letxkhumi i Kvemo Svanètia 6. Imerècia 7. Samtskhe-Javakhètia 8. Xida Kartli 9. Mtskheta-Mtianeti 10. Kvemo Kartli 11. Kakhètia 12. Tbilisi (ciutat) |  |

L'estatus de l'antiga divisió administració autònoma d'Ossètia del Sud està pendent de negociació amb el govern separatista que rep suport de Rússia.

## Geografia de Geòrgia

Mapa de Geòrgia

Geòrgia té una superfície de 69.700 quilòmetres quadrats.

### Orografia
El país està situat a la cadena muntanyosa del Caucas, la més alta d'Europa, amb el mont Elbrús, de 5.633 metres, i el Kazbek, de 5.047 metres. Aquestes muntanyes formen la frontera nord de Geòrgia. Al sud hi ha la cadena muntanyosa anomenada el Petit Caucas. Una cadena que es desprèn del Caucas, anomenada Likhi, divideix el país en dues parts, l'occidental i l'oriental. A l'oest hi trobem la plana de la Còlquida, que arriba fins al mar Negre. Les planes orientals són les del Kartli Inferior (Kvemo Kartli) i Kakhètia, que s'eleven gradualment i formen noves muntanyes.

### Clima
El clima a les muntanyes és temperat. A les planes de l'oest és més suau i humit, i a les de l'est és suau i sec.

### Hidrografia
El riu més gran és el Mtkvari (o Kura, nom turc que es va adoptar en rus), que després de travessar l'Azerbaidjan desaigua al mar Caspi. Els principals afluents en són l'Alguètia i el Khrami (pel sud) i el Liakhvi, el Ksani, l'Aragvi, el Iori i l'Alazani (pel nord). Al mar Negre hi desaigüen, de sud a nord, el Txorokhi, el Rioni, l'Inguri, el Kodori, el Bzib i d'altres.

### Minerals
Té jaciments de coure i ferro.

### Regions naturals
La part central n'és el Kartli o Kàrtlia, que té a l'oest les muntanyes Likhi i a l'est el riu Aragvi. Més a l'est hi ha la Kakhètia, amb les valls del Iori i de l'Alazani. A l'origen d'aquests rius hi ha la Tuixètia, la Pxàvia i la Khevsurètia, regions muntanyoses. Aquestes tres regions i la Kakhètia es deien antigament l'Herècia.
A l'oest de les muntanyes de Likhi la regió en conjunt és coneguda històricament com la Còlquida o Làzica (però els georgians l'anomenaren Ègrissi). Tocant al Kartli hi ha la Imerècia, i més a l'oest l'Abkhazètia (Abkhàzia), nom aquest últim que antigament (fins al segle xi) s'estenia a ambdues regions. A la dreta (nord) del riu Rioni es troba el Samegrelo o Mingrèlia (també anomenat Odixi pels georgians); i al sud del riu es troba la Gúria; més al sud, la Meskhètia i l'Adjària. Ja a la costa del mar Negre, a l'oest d'Adjària, hi ha la regió que els georgians anomenen Txanètia.
A la part de les muntanes del Caucas, a l'est d'Abkhàzia es troba la Svanètia, i a l'est d'aquesta la Ratxa, amb la subregió de Letxkhúmia (conjuntament, ambdues es deien Takvèria). Seguint cap a l'est, es troben la Dvalètia, la Khèvia i la Mthiulètia.

## Economia
L'economia georgiana, en la qual l'atur i la inflació arriben a taxes molt elevades, pot considerar-se en estat de fallida després de la caiguda de l'aparell econòmic de la Unió Soviètica. Els seus principals recursos són l'agricultura i la mineria, en què destaquen els jaciments de manganès i carbó. La indústria només proporciona el 25% del PIB. La generació d'energia elèctrica no arriba a cobrir les necessitats mínimes del país.

## Demografia
La població, el juliol del 2004, era de 4.693.892 habitants, dels quals més del 70% són georgians, el 8% armenis, el 6% russos, i la resta d'altres nacionalitats.
La capital n'és Tbilisi, amb un milió d'habitants; passen també dels cent mil habitants les ciutats de Kutaisi, Batumi i Rustavi.

### Llengües
El georgià, llengua oficial del país, és la llengua predominant en tot el territori. Segons una enquesta duta a terme, és la llengua materna de més del 85% de la població. El georgià s'escriu amb el seu propi alfabet i pertany a les llengües caucàsiques meridionals, també conegudes com a llengües kartvelianes.
El rus és també parlat a Geòrgia, com a resultat de la política lingüística de la Unió Soviètica. És la segona llengua més parlada de l'estat. Segons alguns censos realitzats el 2004, el 55% de la població georgiana sap parlar rus.

### Religió
Geòrgia fou una de les primeres nacions a adoptar el cristianisme com a religió oficial durant els primers anys del segle iv. Avui dia la majoria de la població (84,6%) professa el culte a l'Església ortodoxa de Geòrgia. Les minories religioses són: l'Església apostòlica armènia (3,9%), musulmans (7,1%), catòlics (0,8%) i jueus (0,8%).

## Música
El llegat cultural de Geòrgia és una combinació refinada d’influències diverses, transformades per una població amb una identitat pròpia, consolidada gràcies a l’adopció primerenca del cristianisme. Tot i això, a Occident es desconeix sovint l’alt nivell que assolí, com ho demostra l’obra del poeta Xota Rustaveli al segle XII. La música georgiana es va veure profundament marcada pel cristianisme, que facilità la incorporació de tradicions musicals de Síria, l'Imperi Romà i Grècia, integrades amb sonoritats locals d’arrel ancestral. La litúrgia medieval georgiana, de fet, mostra afinitats notables amb l’Escola de Notre-Dame. Amb el domini rus, s’introduïren formes musicals més properes als models occidentals contemporanis. Tanmateix, els instruments tradicionals continuaren vigents, i el 1851 s’obrí un teatre d’òpera a Tbilissi que es convertí en un centre destacat dins l’imperi rus. Un dels seus intèrprets habituals fou Fiódor Xaliapin, que hi rebé part de la seva formació.
Amb els anys, diversos compositors georgians començaren a fer-se un lloc destacat, tot i que no hi ha una figura única que ho simbolitzi tot, com sí que passa amb Khatxaturian a Armènia —encara que va néixer a Tbilissi-. El primer gran nom de la música georgiana és Sakaria Paliashvili (1871–1953), seguit per creadors com Otar Taktakišvili (1924–1989), també ministre de Cultura, i Sulkhan Tsintsadze (1926–1991). Donada la intensitat de la història recent del país, molts d’aquests compositors van desenvolupar un estil fortament arrelat a la identitat nacional, encara que amb el temps aquesta tendència evolucionà en noves direccions. El més conegut és Guia Kantxeli amb més de setanta bandes sonores i set simfonies.